# L'après-midi d'un faune
L'aprés-midi d'un faune is een artistiek kunstwerk staande in een vijver van het Beatrixpark te Amsterdam-Zuid.
Kunstenares Ellen Beerthuis-Roos kreeg via de gemeentelijke commissie, waarin haar docent Piet Esser zitting had, het verzoek een beeld te scheppen voor het Beatrixpark. Beerthuis-Roos was in 1955 afgestudeerd onder Esser en kreeg dat verzoek een aantal jaren later. Het zou haar eerste opdracht zijn (geweest). Beerthuis-Roos haalde inspiratie uit de Prélude à l'après-midi d'un faune, de compositie van Claude Debussy, en toog aan het werk. Ze had zelf al aangegeven dat ze een beeld annex fontein wilde maken, geschikt om in de eendenvijver te plaatsen. Van steen naar klein en brons ontwierp ze twee vrouwenfiguren, leunend en zitten tegen een boom. Een faun begeleidt de vrouwen op het kunstmatige eiland in de vijver. Het beeld leverde vanwege de figuratieve beeltenis (men wilde destijds liever abstracte beelden) inhoud een flinke discussie over de prijs op. Maar Beerthuis-Roos mocht verder werken en in 1962 kon het beeld geplaatst worden. Net als bij de latere Speelplastiek van Bart van de Weijer moesten er aanvullende maatregelen getroffen worden om het beeld niet te laten verzinken in de zompige ondergrond van het park. Alhoewel er door de Dienst der Publieke Werken een enorm project ingeschat was, bleek de uitvoering stukken eenvoudiger. In plaats van de vijver leeg te pompen, kon volstaan worden met granieten grondplaten als funderingsplaten.
Waar geen rekening mee gehouden was, was dat het beeld een prima verblijf- en rustplaats werd voor vogels. Hun uitwerpselen zorgden er regelmatig voor dat de fontein verstopt raakte, die dan weer ontstopt moest worden. Daarom staat er al jarenlang een aparte fontein in dezelfde vijver.